# Исафьордюр (аэропорт)
Исафьордюр (исл. Ísafjarðarflugvöllur; ИАТА: IFJ, ИКАО: BIIS) — аэропорт, обслуживающий Исафьордюр, город в регионе Вестфирдир на северо-западе Исландии.

## История
Планирование аэропорта началось в 1958 году, строительство взлётно-посадочной полосы (ВПП) началось в том же году. Первоначально её длина составляла 1100 метров. Стоимость строительства составила 4,8 миллиона исландских крон. Аэропорт был официально открыт 2 октября 1960 года, когда Douglas DC-3 стал первым самолётом, приземлившимся в аэропорту.

## Заход на посадку
Расположенный во фьорде, подход к взлётно-посадочной полосе аэропорт требует, чтобы самолёт летел близко к окружающим аэропорт горам, что делает его уникальным и более сложным, чем большинство аэропортов. При заходе на посадку на ВПП 08 перед необходимо выполнить полный разворот на 180 градусов. В авиасимуляторе Microsoft Flight Simulator 2020 посадка в Исафьордюре фигурирует в качестве одной из задач, в которых игроку нужно совершить посадку в том или ином аэропорту в сложных условиях.

## Статистика

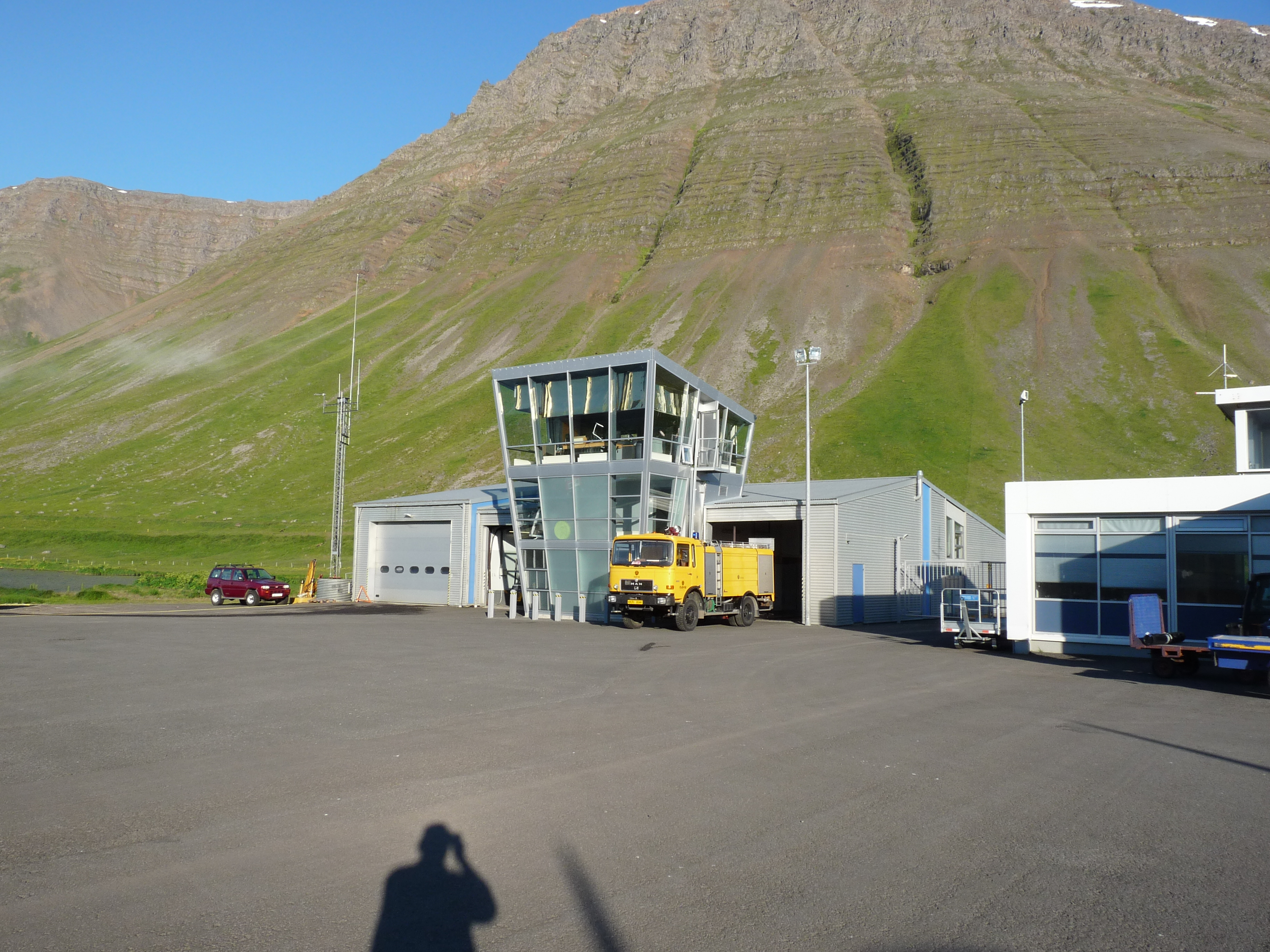
Диспетчерская вышка аэропорта Исафьордюр

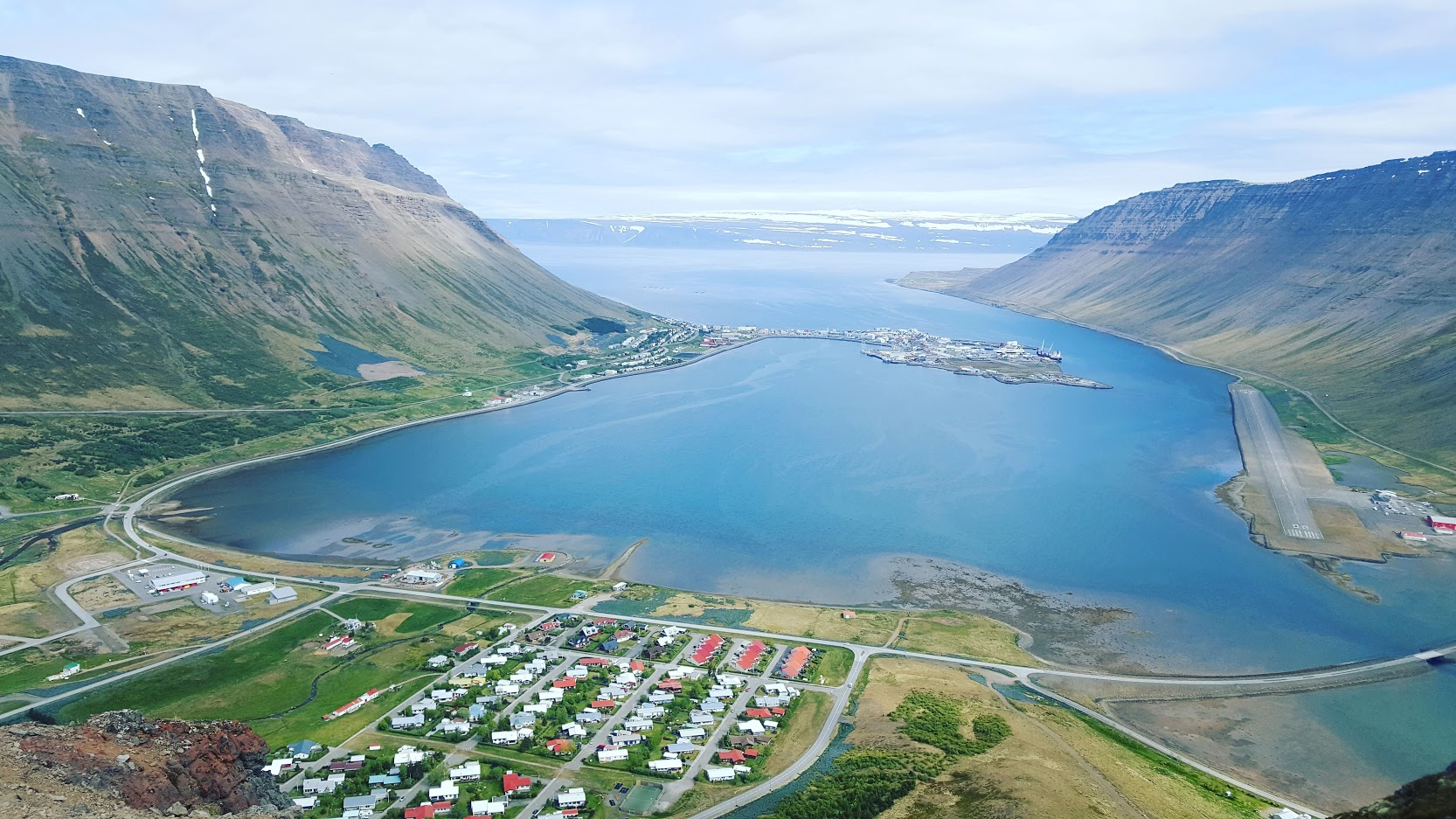
Аэропорт Исафьордюр (справа)

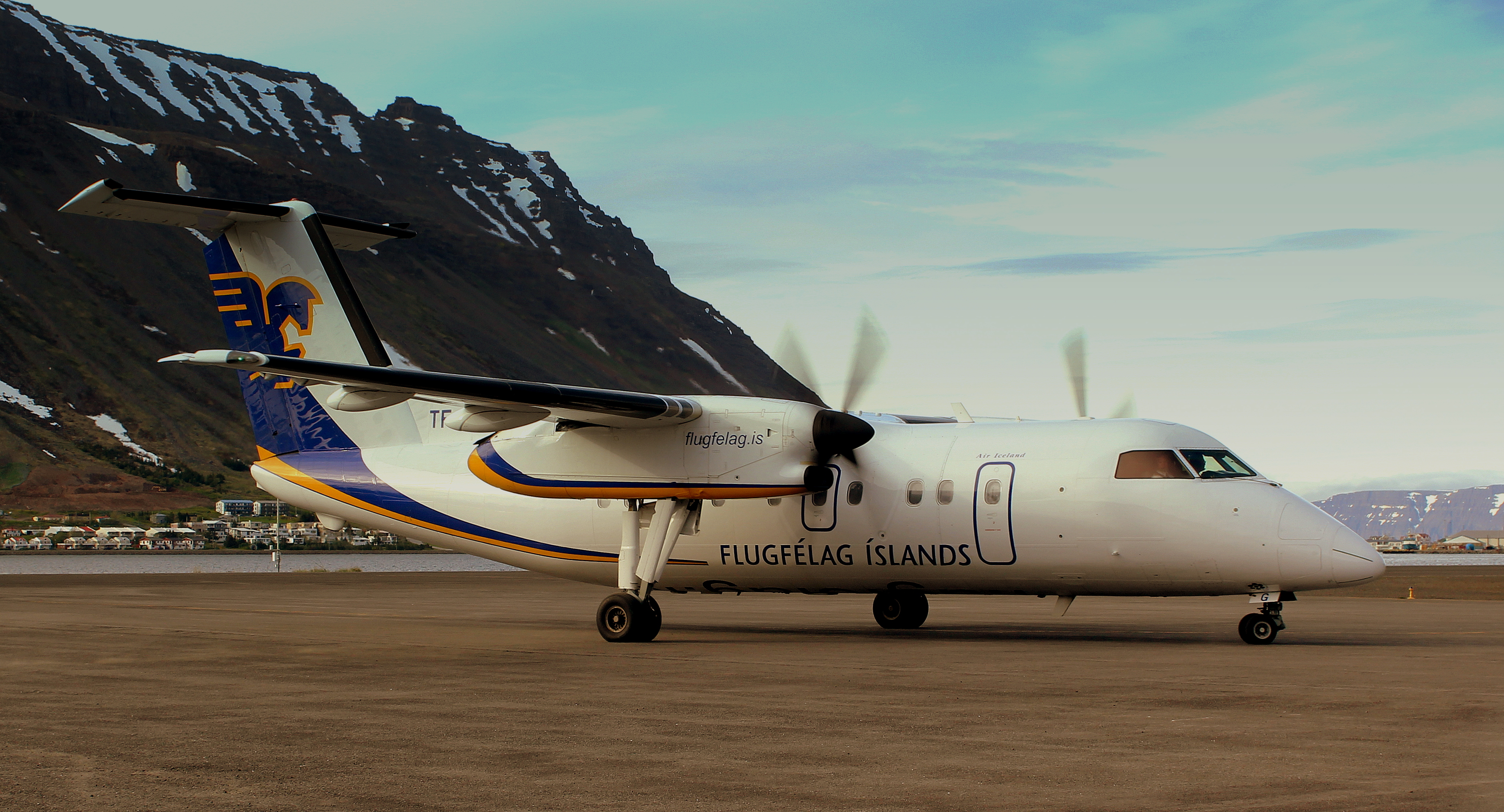
De Havilland Canada Dash 8 авиакомпании Air Iceland

| Год  | Пассажиры | Взлёты и посадки |
| ---- | --------- | ---------------- |
| 2003 | 40 060    | 2154             |
| 2004 | 45 395    | 2496             |
| 2005 | 45 682    | 2514             |
| 2006 | 44 604    | 2144             |
| 2007 | 50 314    | 2638             |
| 2008 | 51 791    | 2468             |
| 2009 | 46 905    | 2046             |
| 2010 | 43 204    | 2092             |
| 2011 | 42 262    | 1908             |
| 2012 | 40 331    | 2010             |
| 2013 | 35 577    | 2028             |
| 2014 | 34 946    | 1874             |
| 2015 | 33 343    | 1796             |
| 2016 | 33 076    | 2006             |
| 2017 | 34 551    | 1779             |
| 2018 | 32 552    | 2061             |
| 2019 | 32 332    | 2187             |

Данные из запроса в Викиданные.

## Авиационные происшествия и катастрофы
- 20 марта 1982 года левый двигатель самолёта Fokker F27 Friendship компании Flugleiðir[англ.] с бортовым номером TL-FLM взорвался во время вылета из аэропорта Исафьордур на высоте 150 метров. Пилотам удалось потушить пожар, но они не смогли опустить левую стойку шасси из-за повреждений, полученных ею при взрыве. Вместо того, чтобы пытаться приземлиться в узком аэропорту Исафьордур с опущенными всего двумя колесами, командир решил пролететь около 230 км до гораздо более крупного аэропорта Кефлавик, чтобы попытаться совершить там аварийную посадку. Несмотря на то, что при взрыве передняя часть двигателя почти оторвалась, самолёту удалось приземлиться в Кефлавике с минимальными дополнительными повреждениями самолёта. Все 25 человек, находившиеся на борту, выжили и не получили травм[13][14][15][16].